# Recurvirostra americana
La avoceta americana (Recurvirostra americana) es una especie de ave caradriforme de la familia Recurvirostridae. No se reconocen subespecies. Como todos los miembros de su género, presenta el pico recurvado (curvatura hacia arriba).
Sus hábitats de cría son pantanos, marismas de agua dulce, marismas saladas, estanques de pradera, y lagunas o lagos poco profundos desde el sur de Canadá en provincias como Saskatchewan y Alberta hacia el sur principalmente en la Great Basin, incluyendo el Gran Lago Salado, el Valle Central de California y hasta el centro de México en el valle de Anáhuac como el lago de Texcoco, y a lo largo de la costa del Pacífico desde el estado de Washington hasta California en América del Norte, con algunos registros de anidación en BCS, México. Anida en espacios abiertos y sobre el suelo en una pequeña hondonada donde deposita muy poco material, son semicoloniales, en estos sitios confluyen con otras especies.
Son aves migratorias y la mayor parte del invierno lo pasan en las costas Pacífica y atlántica de México y el sur de los Estados Unidos. La región del occidente de México es la mayor zona de invernación de la especie, particularmente humedales como Ensenada Pabellones y Marismas Nacionales, en este último sitio se han contabilizado poco más de 30,000 avocetas cada invierno.
Las avocetas forrajean en un intervalo de profundidad desde lodos húmedos hasta una profundidad de 50 cm, principalmente se alimentan de  crustáceos, peces e insectos.